# Narón BP

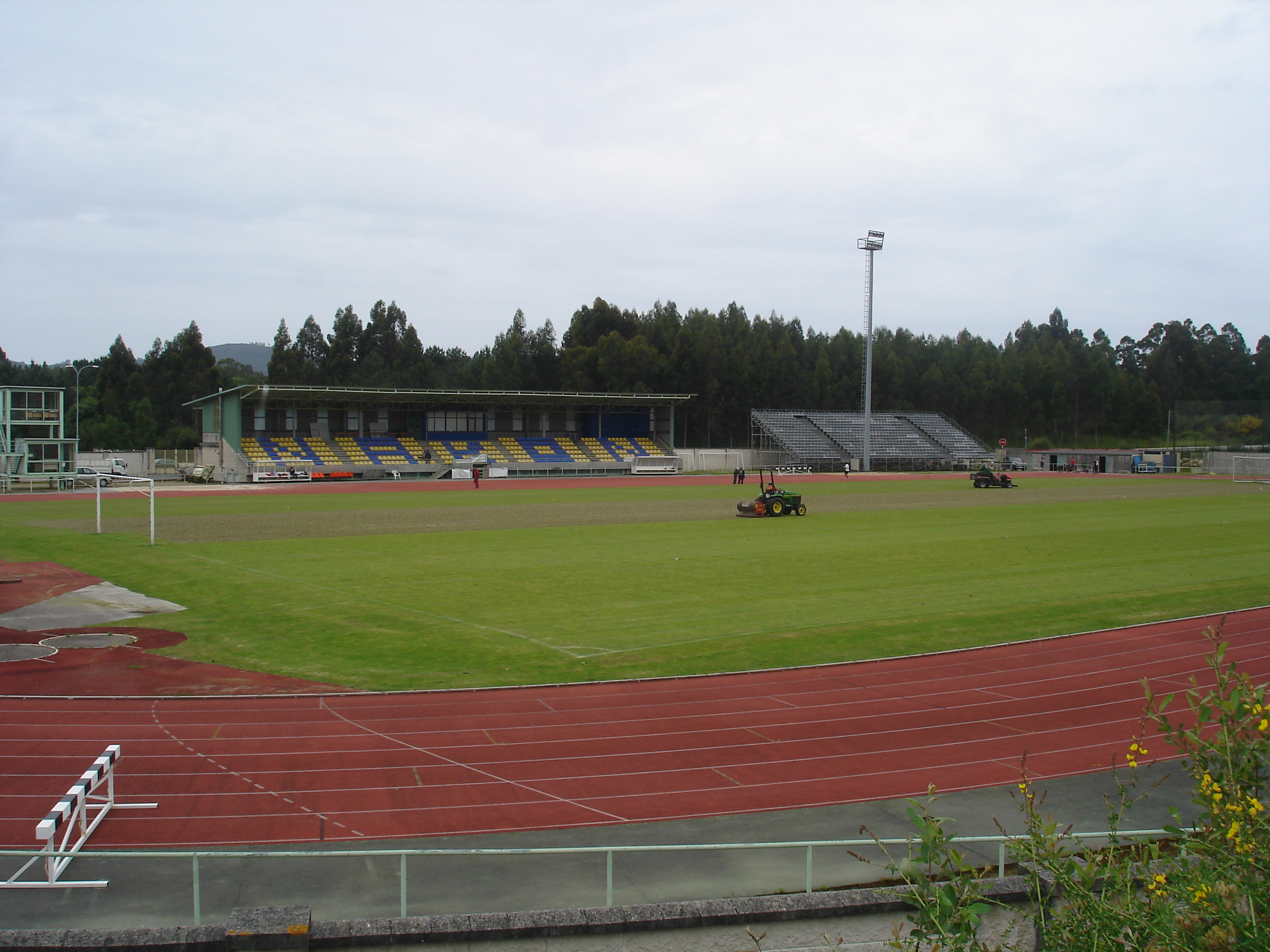
Stadion van Río Seco

Narón BP is een Spaanse voetbalclub uit Narón die uitkomt in de Tercera División. De club werd opgericht in 1996.